# Szegeds universitet

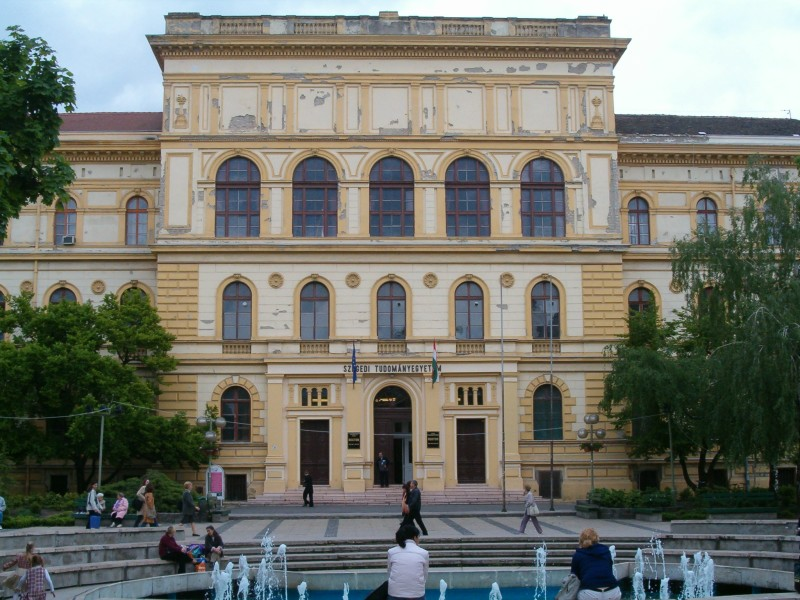
Huvudbyggnaden.

Szegeds universitet (ungerska: Szegedi Tudományegyetem, latin: Universitas Scientiarum Szegediensis) är ett av de förnämsta universiteten i Ungern och även i Centraleuropa. Universitetet ligger i staden Szeged i södra Ungern. Av universitetets dryga 30 000 inskrivna studenter kommer många utöver från Ungern även från andra europeiska länder.
Staden Szeged är ett av de högre utbildningscentrumen i södra Ungern och universitetets byggnader har varit plats för många kända forskarkonferenser.
Bland universitetets lärare kan bland annat nämnas Albert Szent-Györgyi. Szent-Györgyi fick Nobelpriset i fysiologi eller medicin 1937 för sin forskning om respiratorisk cellandning, speciellt rollerna som vitamin C och fumarat spelar i denna.

## Historia

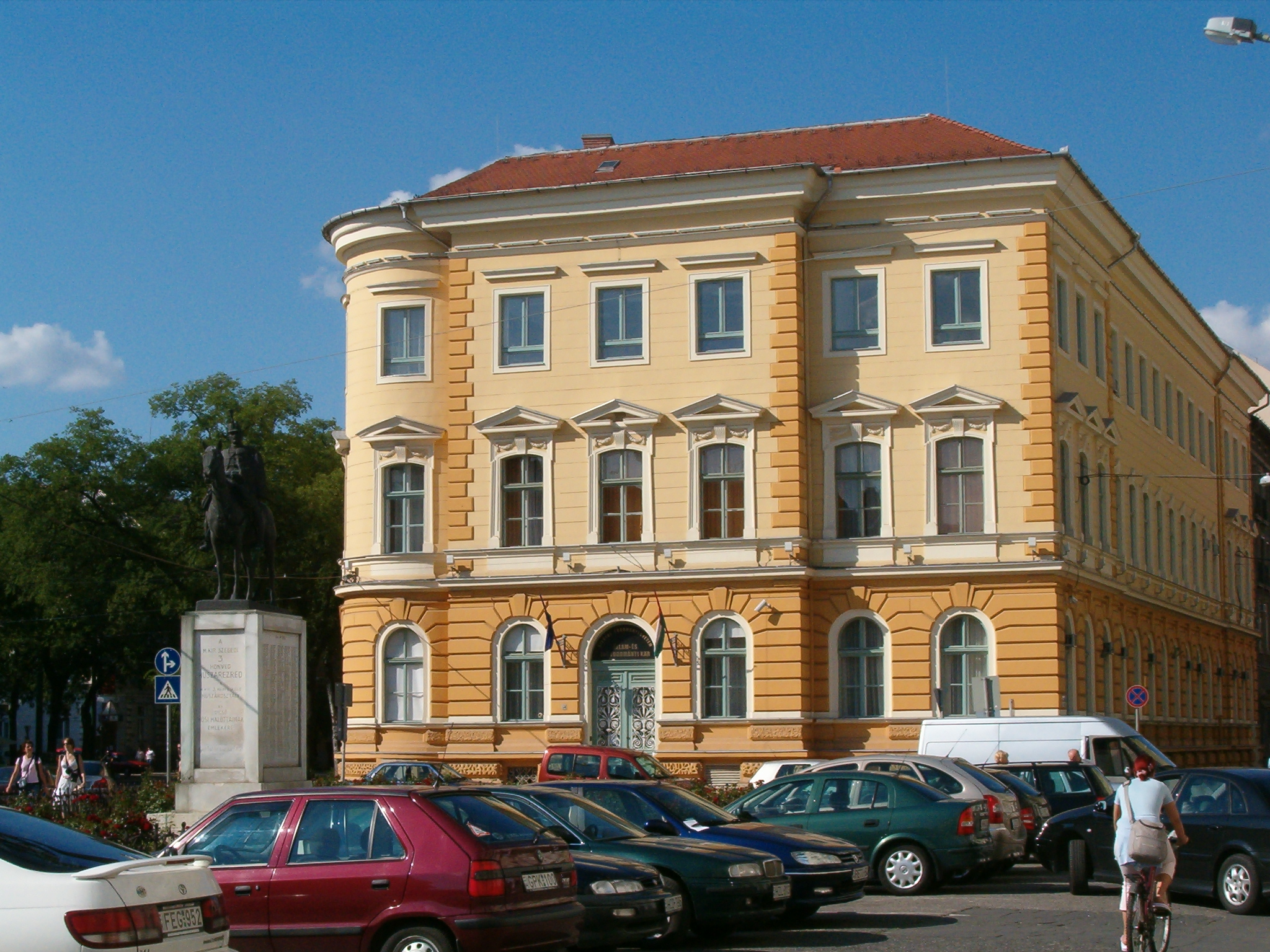
Juridiska fakulteten.

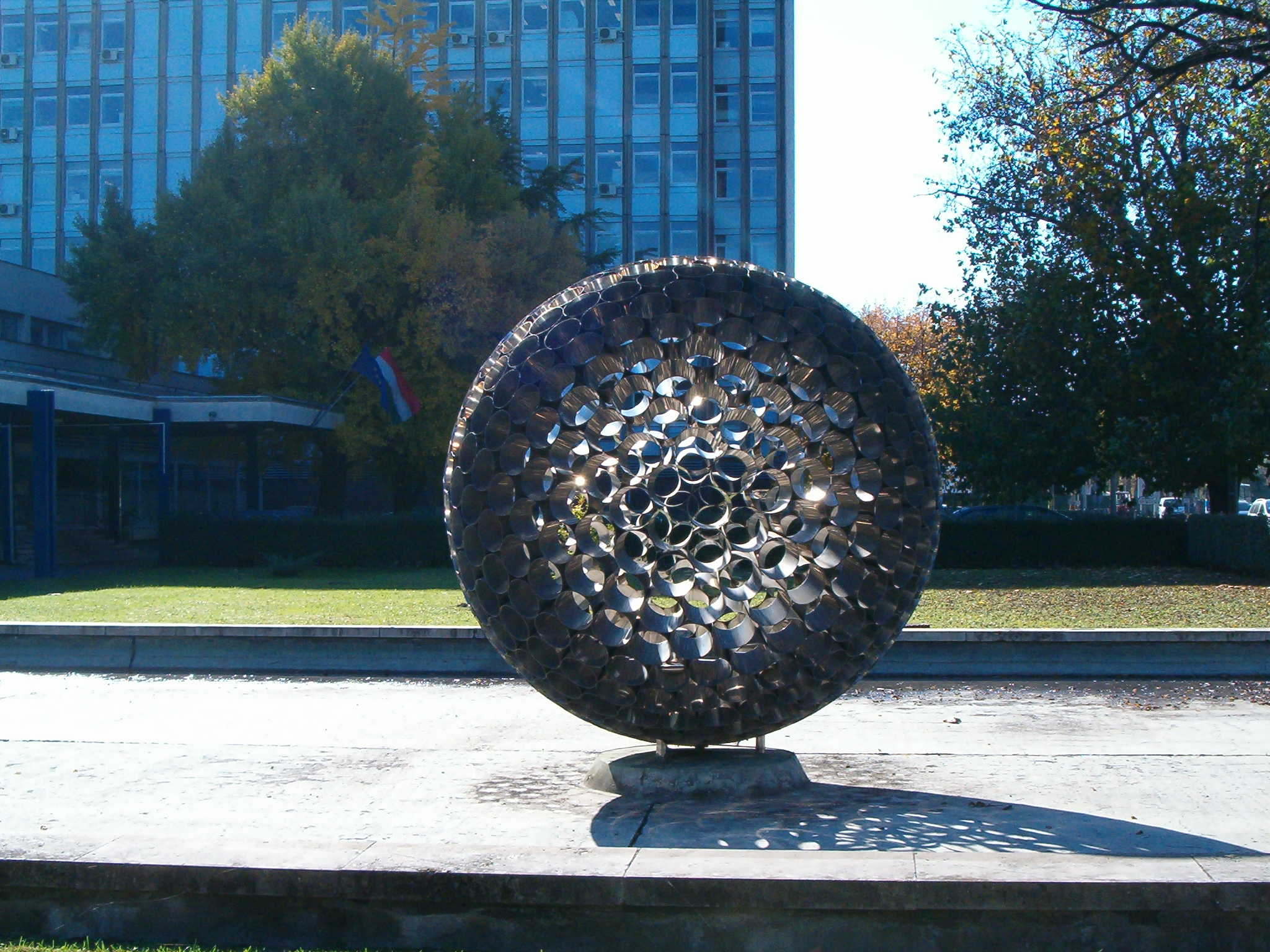
Staty utanför forskningscentrumet for biologi.

Universitet i Szeged har sin föregångare i Frans Josefs-universitetet i Kolozsvár (dagens Cluj-Napoca i Rumänien), grundat 1872 av kejsare Frans Josef av Österrike. Frans Josefs-universitetet flyttades till Ungern år 1921 efter freden i Trianon, och återupprättades i Szeged.

### Utbildningshistoria i Szeged
Efter den stora översvämningen 1879 när floden Tisza svämmade över sina bräddar bestämde sig Szegeds invånare för att starta en institution för högre utbildning i staden. Dessa förslag bar inte frukt förrän 1921 när Frans Josefs-universitetet, som tidigare legat i Kolozsvár, flyttades till Szeged. Flytten skedde efter första världskriget, som en konsekvens av de förändringar av landgränserna som bestämdes i Trianonfördraget, och som bland annat innebar att Transsylvanien överläts till Rumänien.
Undervisningen vid universitetet i Szeged påbörjades den 10 oktober 1921. Staden gjorde betydande satsningar för att ordna passande förhållanden för det nya universitetet. De nya byggnaderna byggdes vid Tiszaflodens bankar mellan 1924 och 1930 och först fick kliniker och institutioner för medicin flytta in. Andra attraktiva byggnader omkring den nya katedralen fick inrymma forskarfakulteten och högskolan för katolsk teologi. Juridiska fakulteten och konstfakulteten fick flytta in i äldre byggnader, som ursprungligen var avsedda för andra ändamål.
Många framstående professorer arbetade vid universitetet under mellankrigstiden, bland annat nobelpristagaren Albert Szent-Györgyi. Publikationer under den samlande titeln Acta Universitatis Szegediensis hade redan lyckats vinna och ge universitetet ett gott rykte under denna tid.
Under andra världskriget, år 1940, flyttades Frans Josefs-universitetet tillbaka till Kolozsvár, medan i Szeged, i huvudsak med de gamla anställda och i de gamla byggnaderna, ett nytt universitet lagenligt bildades. Fascistlagarna hade stor betydelse för både de anställda och den finansiella delen vid universitetet, och institutionen upplevde en mycket allvarlig situation när sovjetiska trupper gick in i Szeged den 11 oktober 1944.
Efter andra världskriget började universitetet sin verksamhet igen. Undervisningen började den 3 november 1945. Under denna tid gjorde sig rektor Frigyes Riesz (känd matematiker) och hans anställda kända för att göra ett gott arbete för den högre utbildningen i staden.
År 1951 skildes medicinskolan från universitetet och etablerades som en självständig institution. År 1962 tog universitetet ett nytt namn, efter Attila József. Denne var student här under 1920-talet. Efter att medicinskolan separerades växte de kvarvarande fakulteterna från 36 till 82 år 1990. Antalet studenter var omkring fem gånger större än de 774 som var inskrivna mellan 1945 och 1946. Medicinskolan (idag åter inbakad i universitetet) fick namnet Szent-Györgyi.
Antalet universitetsbyggnader och området som de täcker har också växt. Universitetet har aldrig haft ett enhetligt campus, utan de flesta av universitets byggnader har alltid legat spridda i stadens centrum, men allt eftersom universitetet har växt har också andra delar av staden börjat upptas och karaktäriseras av universitetet.
År 2000 enades universitetets fakulteter under namnet Szegeds universitet, på ungerska Szegedi Tudományegyetem (SZTE).

### Namn på universitetet (på ungerska)
|   | Namn                          | Plats     | Tid         |
| - | ----------------------------- | --------- | ----------- |
| 1 | Kolozsvári Tudományegyetem    | Kolozsvár | (1872–1881) |
| 2 | Ferenc József Tudományegyetem | Kolozsvár | (1881–1919) |
| 3 | Ferenc József Tudományegyetem | Budapest  | (1919–1921) |
| 4 | Ferenc József Tudományegyetem | Szeged    | (1921–1940) |
| 5 | Ferenc József Tudományegyetem | Kolozsvár | (1940–1945) |
| 6 | Szegedi Tudományegyetem       | Szeged    | (1945–1962) |
| 7 | József Attila Tudományegyetem | Szeged    | (1962–1999) |
| 8 | Szegedi Tudományegyetem       | Szeged    | (2000– )    |

## Fakulteter
- Agrikulturfakulteten (MFK)
- Hälsoforskningsfakulteten (EFK)
- Livsmedelstekniksfakulteten (SZÉF)
- Konstfakultetet (BTK)
- Ekonomi- och affärsadministrationsfakulteten (GTK)
- Lag- och offentlig förvaltningsfakulteten (ÁJTK)
- Medicinfakulteten (ÁOK)
- Musikkonservatoriet (ZFK)
- Apotekarfakulteten (GYTK)
- Forskarfakulteten (TTK)
- Gyula Juhász utbildningsfakultet (JGYTFK)